# استر کروتزلر
استر کروتزلر (مجاری: Eszter Krutzler؛ زادهٔ ۴ مارس ۱۹۸۱) وزنه‌بردار زن اهل مجارستان است.
وی در مسابقات کشوری و بین‌المللی در مجموع برندهٔ ۲ مدال نقره، ۲ مدال برنز شده‌است.